# Czuwaska Wikipedia
Czuwaska Wikipedia ((czuw.) Чӑваш википедийĕ) – czuwaskojęzyczna edycja Wikipedii, wolnej encyklopedii. 11 listopada 2016 roku edycja liczyła ponad 36 000 artykułów.